# Serraca discreparata
Serraca discreparata är en fjärilsart som beskrevs av Ludwig Carl Friedrich Graeser 1890. Serraca discreparata ingår i släktet Serraca och familjen mätare. Inga underarter finns listade i Catalogue of Life.